# Alessandra Dino
Alessandra Dino, née le 25 novembre 1963 à Palerme, est une écrivaine, anthropologue et sociologue italienne. Elle est spécialisée dans l'étude du crime organisé — plus spécifiquement de la mafia.

## Biographie
Alessandra Dino naît le 25 novembre 1963 à Palerme dans la région de Sicile. Elle est diplômée la faculté de lettres et de philosophie de l'université de Palerme en 1986 et se spécialise dans la sociologie du droit et l'étude de la déviance, mais aussi des questions de protection des droits des enfants et des adolescents. Elle y enseigne comme professeure depuis 1999 à la faculté des sciences de l'éducation. Elle est membre de la commission scientifique du Sénat académique de l'université de Palerme depuis 2007 dans le domaine des sciences politiques et sociales.
Outre ses activités universitaires, elle est également membre du Standing Group on Organised Crime de l'European Consortium for Political Research où elle participe aux activités de recherche et à la publications d'articles,. Elle collabore également dans plusieurs magazines et revues dont Global Crime (en), Narcomafie (it),, Meridiana, Historia Magistra. Rivista di Storia Critica, ainsi que le magazine bimensuel Segno (it). 

## Thèmes de recherche
Autrice de plus d'une centaine d'articles et d'ouvrages de criminologie et participante de plusieurs congrès nationaux et internationaux sur cette discipline, elle se spécialise en particulier sur la mafia et autres organisations criminelles similaires, leurs liens avec le monde des affaires, de l'information et celui de la politique, la place des femmes dans ces systèmes, les marginalités sociales et le terrorisme international.
Elle porte également une attention sur le développement du crime organisé en dehors des circuits traditionnels de ces milieux, nécessitant des institutions et états le développement de nouveaux moyens légaux et juridiques ; sur fond de globalisation et d'inégalités des richesses mondiales. Concernant la mafia, Alessandra Dino s'intéresse aussi aux dimensions religieuses et symboliques qui peut exister dans ces milieux, par les codes d'honneur qui s'y développent et la relation avec le catholicisme — desquels la mafia tire une forme de légitimité et de concensus. De cette dimension symbolique et traditionaliste se développent des systèmes familiaux patriarcaux adaptés pour la transmission de valeurs sur plusieurs générations et dont les femmes jouent un rôle central.

### Place des femmes dans la mafia
Le travail d'Alessandra Dino sur la place des femmes dans la mafia est en majorité sur la représentation des féminicides dans le milieu judiciaire italien, des références sociales, culturelles et économiques liées à ces meurtres orientés sur le genre des victimes. Elle analyse également les inégalités de genre dans les définitions juridiques. De même, Dino replace globalement les femmes dans cet univers mafieux empreint d'un système patriarcal fort où les femmes sont reléguées à un statut passif et sacralisé — étant respectivement absentes des organigrammes des organisations mafieuses et sujettes à des serments à vie de vengeance ou de protection par les hommes,.

## Publications

### Articles
- (it) Salvatore Lupo (Co-auteur), « Quando la mafia trovò l'America », Historia Magistra, FrancoAngeli (it), no 1,‎ 2009, p. 159-164 (ISSN 2036-4040, OCLC 9063329490, DOI 10.3280/HM2009-001018, lire en ligne  [PDF])
- (it) « Narrazioni al femminile di Cosa nostra », Meridiana, no 67,‎ 2010, p. 55-78 (ISSN 0394-4115, OCLC 9975213288, lire en ligne )
- Roberto Buscetta (Traducteur), « Au royaume des discours incomplets : ambigüité et malentendu dans la conversation entre mafieux », Revue des Sciences Sociales, no 50,‎ 2013, p. 52-59 (lire en ligne )
- (en) Alessandra Dino, « Violence against Women and Femicide : an analysis on the murders of foreign women in Italy », Crime, Law and Social Change, vol. 78, no 2,‎ septembre 2022, p. 165–188 (ISSN 0925-4994 et 1573-0751, DOI 10.1007/s10611-022-10018-1, lire en ligne)

### Chapitres
- (en-GB) « For Christ's sake : Organized crime and religion », dans Organised Crime and the Challenge to Democracy, Londres, Routledge, 2003, 256 p. (ISBN 9780203426418, DOI https://doi.org/10.4324/9780203426418 ), p. 143-155

### Ouvrages
- (it) A. Meli (Co-auteur), Silenzi e parole dall'universo di Cosa Nostra : Il ruolo delle donne nella gestione dei processi di comunicazione, Palerme, Sigma Edizioni, 1997, 120 p. (ISBN 978-88-7231-03-04)
- (it) T. Principato (Co-autrice), Mafia Donna : Le vestali del sacro e dell'onore, Palerme, Flaccovio Editore (it), 1997, 187 p. (ISBN 9788878041417, OCLC 1152130444)
- (it) Mutazioni : Etnografia del mondo di Cosa Nostra (préf. Giovanni Fiandaca (it)), Palerme, Edizioni La Zisa, 2002 (ISBN 978-8-881-28071-1, OCLC 491309561), p. 322
- (it) Franco Di Maria (Co-auteur), La polis mafiosa : comunità e crimine organizzato, Milan, FrancoAngeli, 2005, 135 p. (ISBN 9788846466068, OCLC 60567849)
- (it) La violenza tollerata : Mafia, poteri, disobbedienza, Milan, Mimesis (it), 2006, 238 p. (ISBN 9788884833426, OCLC 66373285)
- (it) Pentiti : I collaboratori di giustizia, le istituzioni, l'opinione pubblica, Rome, Donzelli Editore (it), 2006, 282 p. (ISBN 978-8-860-36095-3, OCLC 76960221)
- (it) La mafia devota : Chiesa, religione, Cosa Nostra, Rome, Bari, Éditions Laterza, 2008, 303 p. (ISBN 978-88-420-8520-1, OCLC 954898858)
- (it) L. Pepino (Co-auteur), Sistemi criminali e metodo mafioso, Rome, Bari, Éditions Laterza, 2008, 303 p. (ISBN 978-88-420-8520-1, OCLC 954898858)
- (it) Criminalità dei potenti e metodo mafioso, Milan, Mimesis, coll. « Eterotopie », 2009, 580 p. (ISBN 978-88-575-0068-3)
- (it) L. Callari (Co-auteur), Coscienza e potere : Narrazioni attraverso il mito, Milan, Mimesis, coll. « Eterotopie », 2009, 158 p. (ISBN 978-88-8483-908-4)
- (pt-BR) Novas tendências da criminalidade transnacional mafiosa, Sao Paolo, Editora Unesp, 25 août 2010, 320 p. (ISBN 978-85-393-0069-3)
- (it) Licia Adalgisa (Co-auteur), Liberi di scegliere: due racconti teatrali, Milan, Mimesis, coll. « Eterotopie », 2011, 86 p. (ISBN 978-88-575-0507-7)
- (it) Gli ultimi padrini : indagine sul governo di Cosa nostra, Roma-Bari, Laterza, coll. « I Robinson. Letture », 2012, 347 p. (ISBN 978-88-420-9516-3)
- (it) Marilena Macaluso (Co-autrice), L' impresa mafiosa? : colletti bianchi e crimini di potere, Milan, Mimesis, coll. « Eterotopie » (no 346), 2016, 192 p. (ISBN 978-88-575-3238-7, OCLC 953449830)
- (it) A colloquio con Gaspare Spatuzza : un racconto di vita, una storia di stragi, Bologne, Il Mulino, coll. « Saggi » (no 844), 2016, 307 p. (ISBN 978-88-15-26524-1, OCLC 1010747447)
- (it) Femminicidi a processo : dati, stereotipi e narrazioni della violenza di genere, Milan, Meltemi, coll. « DeviAzioni » (no 10), 2021, 199 p. (ISBN 978-88-5519-309-2, OCLC 1280702232)
- (it) Cirus Rinaldi (Co-auteur), Sociologia della devianza e del crimine : prospettive, ambiti e sviluppi contemporanei, MIlan, Mondadori Università, 2021, 671 p. (ISBN 978-88-6184-858-0, OCLC 1293053640)
- (it) Descrizione di una battaglia : attori e strategie della prova in un processo per femminicidio, Milan, Mimesis, coll. « Eterotopie » (no 791), 2022, 186 p. (ISBN 9788857586618, OCLC 1319466776)
- (it) Gisella Modica (Co-éditrice), Che c'entriamo noi : racconti di donne, mafie, contaminazioni, Milan, Mimesis, coll. « Eterotopie » (no 793), 2022, 270 p. (ISBN 978-88-575-8869-8, OCLC 1331146722, lire en ligne)
- (it) Licia Adalgisa Callari (Co-éditrice) et Clara Cardella (Co-éditrice), Testimonianze di memorie ferite : il trauma e la rinascita: le stragi del '93 nel ricordo dei protagonisti, Milan, Mimesis, coll. « Eterotopie » (no 953), 2024, 226 p. (ISBN 979-12-223-0875-3, OCLC 1450578613)